# 1ª Divisão 1985-1986 (hockey su pista)
La 1ª Divisão 1985-1986 è stata la 46ª edizione del torneo di primo livello del campionato portoghese di hockey su pista; disputato tra il 22 novembre 1985 e il 19 luglio 1986 si è concluso con la vittoria del Porto, al suo quarto titolo.

## Stagione

### Formula
La 1ª Divisão 1985-1986 vide ai nastri di partenza quattordici club; la manifestazione fu organizzata con un girone all'italiana, con gare di andata e ritorno per un totale di 26 giornate: erano assegnati tre punti per l'incontro vinto e due punti a testa per l'incontro pareggiato, mentre era attribuito uno solo per la sconfitta. Al termine della stagione regolare furono disputati i play-off tra le prime otto squadre classificate; la vincitrice venne proclamata campione del Portogallo. Le squadre classificate dal dodicesimo al quattordicesimo posto retrocedettero direttamente in 2ª Divisão, il secondo livello del campionato.

## Classifica finale stagione regolare
|       | Pos. | Squadra         | Pt | G  | V  | N | P  | GF  | GS  | DR   |
| ----- | ---- | --------------- | -- | -- | -- | - | -- | --- | --- | ---- |
|       | 1.   | Porto           | 75 | 26 | 23 | 1 | 2  | 203 | 81  | +122 |
|       | 2.   | Sporting CP     | 66 | 26 | 19 | 2 | 5  | 178 | 87  | +91  |
| [ 1 ] | 3.   | Sanjoanense     | 62 | 26 | 17 | 2 | 7  | 144 | 102 | +42  |
| [ 2 ] | 4.   | Benfica         | 61 | 26 | 16 | 3 | 7  | 193 | 111 | +82  |
|       | 5.   | Sporting Tomar  | 60 | 26 | 14 | 6 | 6  | 137 | 112 | +25  |
|       | 6.   | Paço de Arcos   | 58 | 26 | 15 | 2 | 9  | 145 | 98  | +47  |
|       | 7.   | Juventude Viana | 57 | 26 | 15 | 1 | 10 | 132 | 100 | +32  |
|       | 8.   | Oliveirense     | 49 | 26 | 10 | 3 | 13 | 111 | 153 | -42  |
|       | 9.   | Famalicense     | 49 | 26 | 11 | 1 | 14 | 120 | 156 | -36  |
|       | 10.  | Ferpinta        | 48 | 26 | 9  | 4 | 13 | 123 | 115 | +8   |
|       | 11.  | Sesimbra        | 44 | 26 | 8  | 2 | 16 | 90  | 127 | -37  |
|       | 12.  | Belenenses      | 43 | 26 | 8  | 1 | 17 | 134 | 154 | -20  |
|       | 13.  | Cascais         | 31 | 26 | 2  | 1 | 23 | 90  | 236 | -146 |
|       | 14.  | Amadora         | 27 | 26 | 0  | 1 | 25 | 69  | 237 | -168 |

Legenda:
  Vincitore della Coppa del Portogallo 1985-1986.
  Partecipa ai play-off.
      Campione del Portogallo e ammessa all'Coppa dei Campioni 1986-1987.
      Eventuali squadre ammesse alla Coppa dei Campioni 1986-1987.
      Qualificato in Coppa delle Coppe 1986-1987.
      Qualificato in Coppa CERS 1986-1987.
      Retrocesse in 2ª Divisão 1987-1986.
Note:
Tre punti a vittoria, uno a pareggio, zero a sconfitta.

## Play-off
|  | Quarti di finale | Quarti di finale | Quarti di finale | Quarti di finale | Quarti di finale |  |  | Semifinali | Semifinali  | Semifinali  | Semifinali | Semifinali |   |   | Finale | Finale | Finale | Finale | Finale |  |
|  |                  |                  |                  |                  |                  |  |  |            |             |             |            |            |   |   |        |        |        |        |        |  |
|  | 1                | Porto            | Porto            | 10               | 6                |  |  |            |             |             |            |            |   |   |        |        |        |        |        |  |
|  | 8                | Oliveirense      | Oliveirense      | 2                | 4                |  |  | 1          | Porto       | Porto       | 7          | 8          |   |   |        |        |        |        |        |  |
|  | 3                | Sanjoanense      | Sanjoanense      | 8                | 9                |  |  | 3          | Sanjoanense | Sanjoanense | 2          | 5          |   |   |        |        |        |        |        |  |
|  | 6                | Paço de Arcos    | Paço de Arcos    | 4                | 4                |  |  |            |             |             |            |            |   |   | 1      | Porto  | Porto  | 10     | 8      |  |
|  | 2                | Sporting CP      | Sporting CP      | 9                | 5                |  |  |            |             | 4           | Benfica    | Benfica    | 4 | 5 |        |        |        |        |        |  |
|  | 7                | Juventude Viana  | Juventude Viana  | 5                | 1                |  |  | 2          | Sporting CP | 6           | 7          | 5          |   |   |        |        |        |        |        |  |
|  | 4                | Benfica          | Benfica          | 7                | 6                |  |  | 4          | Benfica     | 5           | 8          | 7          |   |   |        |        |        |        |        |  |
|  | 5                | Sporting Tomar   | Sporting Tomar   | 4                | 4                |  |  |            |             |             |            |            |   |   |        |        |        |        |        |  |